# Orgels van de Jachin en Boazkerk (Genemuiden)
De Jachin en Boazkerk in de Nederlandse stad Genemuiden heeft twee orgels.

## Hoofdorgel
Het orgel uit de oude kerk is overgeplaatst door de fa. Hendriksen & Reitsma uit Nunspeet. Het is bij die gelegenheid uitgebreid en grondig gerestaureerd. Zo werden de pedaalregisters uit het hoofdwerk gehaald, en verplaatst naar 2 nieuwe vrijstaande pedaaltorens. Ook werd een nieuw rugwerk gemaakt. Waar het oude orgel 26 stemmen telde, telt het nieuwe orgel 33 stemmen. Het nieuwe orgel werd op 18 februari 2004 in gebruik genomen. Hiervoor was een speciale bijeenkomst georganiseerd, waarbij de toenmalige predikant, ds. E. Hakvoort, de leiding had.

### Dispositie
De dispositie van het hoofdorgel is hieronder weergegeven:

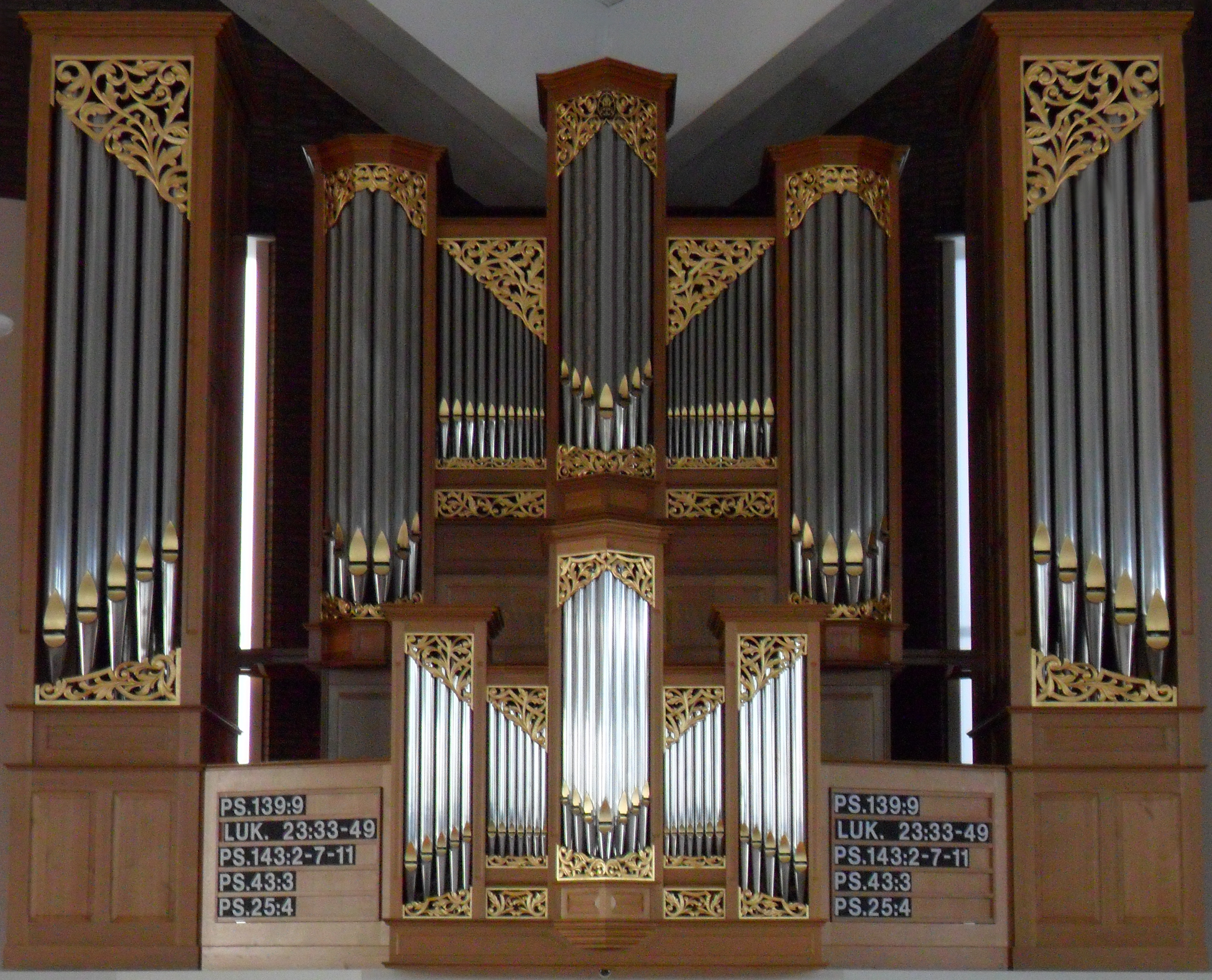
Het hoofdorgel

| Hoofdwerk C-f’’’ |        |
| Prestant         | 16'    |
| Octaaf           | 8'     |
| Roerfluit        | 8'     |
| Baarpijp         | 8'     |
| Octaaf           | 4'     |
| Open Fluit       | 4'     |
| Quint            | 3'     |
| Octaaf           | 2'     |
| Woudfluit        | 2'     |
| Cornet           | 5 st   |
| Tertiaan         | 2 st   |
| Mixtuur          | 4-6 st |
| Fagot            | 16'    |
| Trompet          | 8'     |
| Tremulant        |        |

| Rugwerk C-f’’’ |        |
| Prestant       | 8'     |
| Quintadeen     | 16'    |
| Holpijp        | 8'     |
| Viola          | 8'     |
| Octaaf         | 4'     |
| Ged. Fluit     | 4'     |
| Quintfluit     | 3'     |
| Octaaf         | 2'     |
| Sesquialter    | 3 st   |
| Mixtuur        | 4-5 st |
| Dulciaan       | 8'     |
| Tremulant      |        |

| Pedaal C-f’ |     |
| Prestant    | 16' |
| Subbas      | 16' |
| Octaaf      | 8'  |
| Gedekt      | 8'  |
| Roerquint   | 6'  |
| Octaaf      | 4'  |
| Bazuin      | 16' |
| Trompet     | 8'  |

| Koppelingen |
| Ped. + HW   |
| Ped. + RW   |
| HW + RW     |

## Koororgel

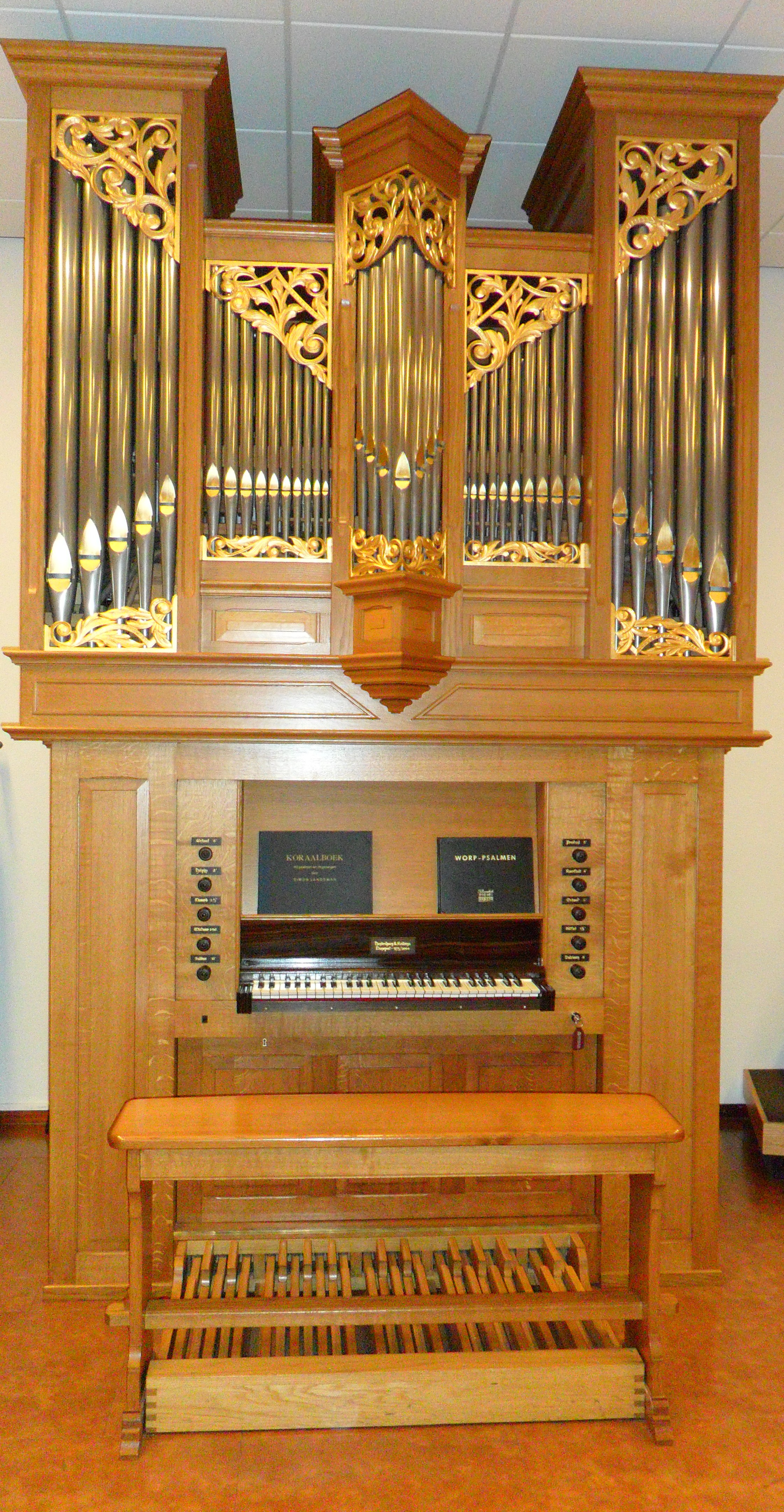
Het koororgel

Van het oude rugwerk werd een eenklaviers koororgel gemaakt, dat tien stemmen telt. Het orgel staat in een van de vergaderruimten. Deze vergaderruimte kan, door middel van schuifwanden, met twee andere vergaderruimten uitgebreid worden tot een grote zaal. Het orgel wordt vooral gebruikt bij catechisatielessen, en bij koorrepetities van de koren die van de gemeente uitgaan.

### Dispositie
De dispositie van het koororgel luidt:
| Klavier   |          |
| Prestant  | 8'       |
| Holpijp   | 8'       |
| Octaaf    | 4'       |
| Roerfluit | 4'       |
| Nasard    | 2 2/3'   |
| Octaaf    | 2'       |
| Mixtuur   | 2-3 st.' |
| Dulciaan  | 8'       |

| Pedaal |     |
| Subbas | 16' |